# Frans Dunkler
François (Frans) Dunkler (Den Haag, 19 mei 1840 – aldaar, 27 februari 1866) was een Nederlands componist en dirigent.
Van Frans Dunkler (III) is niet veel bekend. Hij groeide op binnen het gezin van François Dunkler jr. en Christina Wilhelmi. Hij werd zoals Dunkler jr. en grootvader François Dunkler sr. muziekdirecteur en componeerde ten minste twee marsen, de Feestmars "Mutus fides" en de Zangersfeestmars. Van beide werken is alleen een pianoversie bekend. Hij was enige tijd stafmuzikant bij het orkest van het regiment van grenadiers en jagers.